# Elapata remipes
Elapata remipes är en tvåvingeart som beskrevs av Friedrich Georg Hendel 1909. Elapata remipes ingår i släktet Elapata och familjen fläckflugor.
Artens utbredningsområde är Peru. Inga underarter finns listade i Catalogue of Life.